# D'Ocon Films Productions
 (septembre 2019).
Si vous disposez d'ouvrages ou d'articles de référence ou si vous connaissez des sites web de qualité traitant du thème abordé ici, merci de compléter l'article en donnant les références utiles à sa vérifiabilité et en les liant à la section « Notes et références ».
D'Ocon Films Productions est un studio d'animation espagnol fondé par Antoni D'Ocon en 1976. 

## Histoire
D'Ocon Films est fondé en 1976 par Antoni D'Ocon alors âgé de 18 ans.
Le studio se consacre d'abord dans la production de séries de marionnettes avant d'innover dans l'animation avec la création du système d'animation D'Oc, permettant d'accélérer la production de séries d'animation sans perte de qualité d'image par image.
La première série d'animation du studio, Les Fruittis connu un incroyable succès et elle est vendue dans une centaine de pays.
Face au succès mondial des Fruittis, D'Ocon enchaîne dans les années 90 les productions avec des séries comme Delfy y sus amigos ou Basket Fever, puis les coproductions dont Junior le Terrible en coproduction avec Universal Cartoon Studios, Les Petites Sorcières et Enigma en coproduction avec Millésime Productions, Les Aventures des Pocket Dragons avec DIC et Capitaine Fracasse avec Ellipsanime Productions.

## Filmographie
- 1988 : Los Aurones
- 1989 : Comte Mordicus
- 1990 : Les Fruittis (Los Fruittis)
- 1991 : Delfy y sus amigos (es)
- 1992 : Chip & Charly
- 1993 : Junior le Terrible (Problem Child)
- 1993 : Spirou
- 1995 : Sylvan
- 1997 : Enigma
- 1997 : Les Petites Sorcières (Aprendices de Bruja)
- 1998 : Les Aventures des Pocket Dragons (Pocket Dragon Adventures)
- 1998 : Dad'X
- 1999 : Capitaine Fracasse
- 2000 : La Dernière Réserve
- 2000 : Scruff (es)
- 2000 : Argaï, la prophétie
- 2003 : Frog et Fou Furet